# Stirexephanes muticus
Stirexephanes muticus là một loài tò vò trong họ Ichneumonidae.